# Eileen Essell
Eileen Essell (ur. 8 października 1922 w Londynie, zm. 15 lutego 2015 tamże) – brytyjska aktorka filmowa i telewizyjna.

## Filmografia
- 2003: Starsza pani musi zniknąć (Duplex) jako pani Connelly
- 2004: Marzyciel (Finding Neverland) jako pani Snow
- 2005: Charlie i fabryka czekolady (Charlie and the Chocolate Factory) jako babcia Josephine
- 2007: Doktor Martin (Doc Martin) jako pani Averill  (sezon 3, odc. 3)